# Senta tenebra
Senta tenebra là một loài bướm đêm trong họ Noctuidae.